# Friedrich Hartmann (Militärwissenschaftler)
Friedrich Hartmann (auch: Georg Friedrich Hartmann und Johann Georg Friedrich Hartmann; geboren 4. Juli 1796 in Elbingerode; gestorben 23. August 1834 in Hannover) war ein deutscher Hochschullehrer, Mathematiker, Kapitän, Militärwissenschaftler und Geodät.

## Leben
Friedrich Hartmann wurde während der Personalunion zwischen Großbritannien und Hannover zur Zeit des Kurfürstentums Hannover geboren. Nach der sogenannten „Franzosenzeit“ und der Gründung des Königreichs Hannover lernte er ab 1814 zunächst als Bergeleve, bevor er 1816 als Secondeleutnant in das Artillerieregiment in Hannover eintrat. Der 1817 zum Hauptmann, 1820 zum Premierleutnant Ernannte lehrte ab 1821 als Lehrer der praktischen Geometrie zusammen mit Georg Wilhelm Müller sowie als Lehrer für Situationszeichnen an der dortigen Königlich Hannoverschen Artillerie- und Ingenieurschule sowie der Generalstabsakademie. Von 1823 bis 1833 arbeitete er unter Carl Friedrich Gauß an der Hannoverschen Grad- und Landesvermessung: Die „Hannoversche Landestriangulation“ leitete Gauß, der auch die Berechnungen durchführte, während die Offiziere Joseph Gauß, Georg Wilhelm Müller und Friedrich Hartmann die örtlichen Arbeiten ausführten. In den Jahren 1830 und 1831 beobachtete Hartmann das Dreiecksnetz im Westen Oldenburgs.
Während einer Sitzung der Astronomischen Gesellschaft zu London am 11. Juni 1830 wurde von einem Brief von Hartmann an J. T. W. Herschel berichtet mit der „Beschreibung eines Instrumentes, den der Optiker Hohnbaum zu Hannover nach seiner Anleitung für ihn verfertiget hat.“
Am 28. Januar 1831 wurde Hartmann zum Zeitpunkt der Eröffnung der „Höheren Gewerbeschule“ mit der Ausübung der zweiten Lehrerstelle für die praktische Mathematik betraut; zunächst unter Beibehaltung seines bisherigen Dienstverhältnisses, bevor er am 14. Oktober – rückwirkend zum 1. Oktober des Jahres – als Lehrer für praktische Geometrie und geometrisches Zeichnen (verbunden mit dem Vortrag über darstellende Geometrie) angestellt wurde. Am 8. Dezember 1831 schied Hartmann, bis dahin Hauptmann, mit dem Charakter als Kapitän aus dem aktiven Militärdienst in der Armee des Königreichs Hannover aus.
Nebenamtlich wirkte Hartmann weiterhin als Lehrer an der Generalstabs-Akademie, nun aber als Lehrer für mathematische Geographie.
Friedrich Hartmann starb am 24. August 1834 in Hannover, nur wenige Wochen nach Erreichen seines 38. Lebensjahres.

## Schriften (Auswahl)
- Über die Correctheit der mit dem doppelt repetirenden Theodolith gemessenen Winkel usw., in: Astronomische Nachrichten, VII, 1829
- Anfangsgründe der darstellenden Geometrie, Hannover 1833

## Archivalien
Archivalien von und über Friedrich Hartmann finden sich beispielsweise
- als Postkarte des Königreichs Hannover und den angrenzenden Ländern, Maßstab: 1:500.000, Vermesser/Zeichner: Artillerieleutenant F. Hartmann, Postregistrator L. Pieper, Druck und Verlag: Hahn`sche Hof-Buchhandlung, Hannover, entstanden zwischen 1830 und 1850, im Niedersächsischen Landesarchiv (Standort Oldenburg), Archivsignatur NLA OL K-ZE Best. 298 Z Nr. 1821[9]
- ebenso, Archivsignatur NLA OL K-ZE Best. 298 Z Nr. 850 a/b[10]